# 28e cérémonie des British Academy Film Awards
Pour la cérémonie des BAFTAs récompensant la télévision, voir la 22e cérémonie des British Academy Television Awards.
La 28e cérémonie des British Academy Film Awards, organisée par la British Academy of Film and Television Arts, s'est déroulée en 1975 et a récompensé les films sortis en 1974.

## Palmarès

### Meilleur film
- Lacombe Lucien
  - Chinatown
  - La Dernière Corvée (The Last Detail)
  - Le Crime de l'Orient-Express (Murder on the Orient Express)

### Meilleur réalisateur
- Roman Polanski pour Chinatown
  - Francis Ford Coppola pour Conversation secrète (The Conversation)
  - Louis Malle pour Lacombe Lucien
  - Sidney Lumet pour Le Crime de l'Orient-Express (Murder on the Orient Express)
  - Sidney Lumet pour Serpico

### Meilleur acteur
(ex æquo)
- Jack Nicholson pour le rôle de J.J. 'Jake' Gittes dans Chinatown
- Jack Nicholson pour le rôle de Billy Buddusky dans La Dernière Corvée (The Last Detail)
  - Gene Hackman pour le rôle de Harry Caul dans Conversation secrète (The Conversation)
  - Albert Finney pour le rôle de Hercule Poirot dans Le Crime de l'Orient-Express (Murder on the Orient Express)
  - Al Pacino pour le rôle de Frank Serpico dans Serpico

### Meilleure actrice
- Joanne Woodward pour le rôle de Rita Walden dans Summer Wishes, Winter Dreams
  - Faye Dunaway pour le rôle d'Evelyn Mulwray dans Chinatown
  - Barbra Streisand pour le rôle de Katie Morosky dans Nos plus belles années (The Way We Were)
  - Cicely Tyson pour le rôle de Jane Pittman dans The Autobiography of Miss Jane Pittman

### Meilleur acteur dans un rôle secondaire
- John Gielgud pour le rôle de Mr Beddoes dans Le Crime de l'Orient-Express (Murder on the Orient Express)
  - Adam Faith pour le rôle de Mike Menary dans Stardust
  - John Huston pour le rôle de Noah Cross dans Chinatown
  - Randy Quaid pour le rôle de Seaman Larry Meadows dans La Dernière Corvée (The Last Detail)

### Meilleure actrice dans un rôle secondaire
- Ingrid Bergman pour le rôle de Greta Ohlsson dans Le Crime de l'Orient-Express (Murder on the Orient Express) 
  - Cindy Williams pour le rôle de Laurie Henderson dans American Graffiti
  - Sylvia Sidney pour le rôle de Mrs Pritchett dans Summer Wishes, Winter Dreams
  - Sylvia Syms pour le rôle de Margaret Stephenson dans Top secret (The Tamarind Seed)

### Meilleur scénario
(ex æquo)
- Chinatown – Robert Towne
- La Dernière Corvée (The Last Detail) – Robert Towne
  - Le shérif est en prison (Blazing Saddles) – Mel Brooks, Norman Steinberg (en), Andrew Bergman, Richard Pryor et Alan Uger
  - Lacombe Lucien – Louis Malle et Patrick Modiano
  - Conversation secrète (The Conversation) – Francis Ford Coppola

### Meilleure direction artistique
- Gatsby le Magnifique (The Great Gatsby) – John Box
  - Chinatown – Richard Sylbert
  - Le Crime de l'Orient-Express (Murder on the Orient Express) – Tony Walton
  - Les Trois Mousquetaires (The Three Musketeers) – Brian Eatwell

### Meilleurs costumes
- Gatsby le Magnifique (The Great Gatsby)
  - Chinatown
  - Le Crime de l'Orient-Express (Murder on the Orient Express)
  - Les Trois Mousquetaires (The Three Musketeers)

### Meilleure photographie
- Gatsby le Magnifique (The Great Gatsby) – Douglas Slocombe
  - Chinatown – John A. Alonzo
  - Le Crime de l'Orient-Express (Murder on the Orient Express) – Geoffrey Unsworth
  - Les Trois Mousquetaires (The Three Musketeers) – David Watkin
  - Zardoz – Geoffrey Unsworth

### Meilleur montage
- Conversation secrète (The Conversation) – Walter Murch et Richard Chew
  - Chinatown – Sam O'Steen
  - Le Crime de l'Orient-Express (Murder on the Orient Express) – Anne V. Coates
  - Les Trois Mousquetaires (The Three Musketeers) – John Victor-Smith

### Meilleur son
- Conversation secrète (The Conversation)
  - Tremblement de terre (Earthquake)
  - L'Exorciste (The Exorcist)
  - Gold

### Meilleure musique de film
Anthony Asquith Award
- Le Crime de l'Orient-Express (Murder on the Orient Express) – Richard Rodney Bennett
  - Chinatown – Jerry Goldsmith
  - La Bonne Année – Francis Lai
  - Serpico – Mikis Theodorakis
  - Les Trois Mousquetaires (The Three Musketeers) – Michel Legrand

### Meilleur film d'animation
- La Faim (Hunger)
  - Cat's cradle

### Meilleur film documentaire
Flaherty Documentary Award
- Cree Hunters of Mistassini (en) – Tony Ianzelo (en) et Boyce Richardson (en)
  - Compañero: Victor Jara of Chile – Stanley Forman et Martin Smith
  - Trad

### Meilleur court-métrage
The John Grierson Award
- Location North Sea
  - Acting in Turn – Robin Jackson
  - Facets of Glass
  - The Quiet Land

### Meilleur film spécialisé
- Monet in London
  - Child II
  - Adventure in Colour
  - Nobody's Fault

### United Nations Awards
- Lacombe Lucien
  - The Autobiography of Miss Jane Pittman

### Meilleur nouveau venu dans un rôle principal
Récompense les jeunes acteurs dans un rôle principal.
- Georgina Hale pour le rôle d'Alma Mahler dans Mahler
  - Sissy Spacek pour le rôle de Holly dans La Balade sauvage (Badlands)
  - Cleavon Little pour le rôle de Bart dans Le shérif est en prison (Blazing Saddles)

### Fellowship Awards
Récompense la réussite dans les différentes formes du cinéma
- Jacques-Yves Cousteau

## Récompenses et nominations multiples

### Nominations multiples
Films
 11  : Chinatown
 10  : Le Crime de l'Orient-Express
 5  : Conversation secrète, Les Trois Mousquetaires
 4  : La Dernière Corvée, Lacombe Lucien
 3  : Serpico, Gatsby le Magnifique
 2  : Summer Wishes, Winter Dreams, Le shérif est en prison, The Autobiography of Miss Jane Pittman
Personnalités
 2  : Francis Ford Coppola, Louis Malle, Sidney Lumet, Jack Nicholson, Geoffrey Unsworth et Robert Towne

### Récompenses multiples
Légende : Nombre de récompenses/Nombre de nominations
Films
 3 / 3  : Gatsby le Magnifique
 3 / 11  : Chinatown
 2 / 4  : Lacombe Lucien, La Dernière Corvée
 3 / 10  : Le Crime de l'Orient-Express
Personnalités
 2 / 2  : Jack Nicholson et Robert Towne

### Le grand perdant
0 / 5  : Les Trois Mousquetaires